# 決意
決意，又稱决定、決心。佛教術語，南傳佛教菩薩道十波羅密之一，義爲在了知真實波羅密之後，決定依教奉行的心意和毅力。该梵语和巴利语词另有一层意思，漢譯作受持、依处、摄持、加持，见受持。

## 詞源
梵語和巴利語，由字根和組成；前者義爲開始、開端；後者義爲站立，和英文stand同源。有決心、決意、決定的意思，南傳佛教的十波羅密之一的決意波羅密即取此義。
該詞同時也有加持、受持的意思，故在北傳佛教中常譯為受持、加持、攝持、依处等，英文、泰語
（Xṭhis̄ʹṭ̄hān）亦義爲加持、祝福、祈禱、決心等，故也稱受持波羅密。

## 概論
南傳上座部佛教認為，決意波羅密意指心中对已决定去做的事绝不动摇，屬於十波羅密之一。

## 分類
根据不同的内容，决意可分为三种，即：
1. 预兆决意
2. 愿望决意
3. 任务决意

### 預兆決意
修行人爲了预先知道其愿是否能实现，而作出的决意，以获取其预兆来判断是否成功。
如在缅甸，有些人会去佛塔前，在提起石头之前决意地说：「若我的计划会实现，愿这石头是重的，否则就让它是轻的。」在提起那块石头时，他就以感觉那石头的重量来判断他是否会成功。
在北传佛教中也有不少灵感例子，如梁武帝耗时三年写完《水陆法会仪文》之後，發出决意说“如果此仪文不违佛理、可以广救六道众生，则灯烛通明；如果仪文有违佛理、不能广救众生，则灯暗如初”，说罢礼拜之时，烛火顿时通明，空中飘下香花。

### 願望決意
若作出的决意出於实现其愿之目的，則這種決意稱為愿望决意。

### 任務決意
若一個人决意践行「任務」（指佈施、持戒等）時，他作出的决意即任务决意。